# Aérodrome de Canala
L'aérodrome de Canala, code OACI : NWWX, est un petit aéroport intérieur de la Nouvelle-Calédonie, qui se situe dans la province Nord. 

## Situation
| \| 30 km1:3 725 000 \| Tiga Maré Lifou Koumac Koné Bélep Ouvéa Île des Pins Nouméa La Tontouta Nouméa Magenta Touho Bourail Canala La Foa |
| 30 km1:3 725 000 |